# めがてんスタジオ
めがてんスタジオとは1992年2月に結成された、本郷みつる、高倉佳彦、西村博之によるフリークリエイター集団。

## 概要
Gimikなどといった類いのクリエイター集団としては珍しく、3人一緒で作品に参加することもなければ、集団で企画原作を行うこともなく、ほとんど友人同士で作られた集団と化している。唯一、クリエイター集団らしい仕事をしたのは、アニメ「クレヨンしんちゃん」のオリジナルキャラクター「カンタム・ロボ」の創作活動、ただ一つである。
2007年にスタジオを引っ越した際、西村が脱退。本郷・高倉専用の仕事場となる。